# Kilij Arslan II
Kilij Arslan II (antigua Anatolia turca: قلج ارسلان دوم) o'Izz ad-Din Qilij Arslan bin Masud (persa: عز الدین قلج ارسلان بن مسعود) (Kılıç Arslan, que significa "Espada León") fue un sultán selyúcida de rum de 1156 hasta su muerte en 1192. Era el único hijo varón del sultán Mesud I y de su esposa, una princesa rusa, de nombre desconocido, a su vez nieta materna del gran príncipe Sviatoslav II de Kiev y de la noble alemana Oda de Staden. Sucedió a su padre sin ninguna dificultad.

## Reinado
Como Arnold de Lübeck informa en su Crónica Slavorum, estuvo presente en la reunión de Enrique el León con Kilij Arslan durante la antigua peregrinación a Jerusalén en 1172. Cuando se encontraron cerca de Tarso, el sultán abrazó y besó al duque alemán, recordándole que eran primos de sangre (amplexans et deosculans eum, dicens, eum consanguineum suum esse). Cuando el duque pidió detalles de esta relación, Kilij Arslan le informó que «una dama noble de la tierra de los alemanes se casó con un rey de Rusia, que tuvo una hija con ella; La hija de esta hija llegó a nuestra tierra, y descienden de ella». El rey de Rusia en cuestión se supone que ha sido Sviatoslav II.
En 1159, Kilij Arslan atacó al emperador bizantino Manuel I Comneno mientras marchaba cerca de Iconio (Konya, capital de rum), cuando Manuel regresaba de negociar con Nur ad-Din Zengi en Siria. En 1161 el sobrino de Manuel Juan Contostefano derrotó a Kilij Arslan, y el sultán viajó a Constantinopla en una demostración de sumisión. En 1173 Kilij Arslan, ahora en paz con los bizantinos, se alió con Nur ad-Din contra Mosul.
El tratado de paz con los bizantinos duró hasta 1175, cuando Kilij Arslan se negó a entregar a Manuel el territorio conquistado a los danisméndidas, aunque ambas partes tenían desde hace algún tiempo a construir sus fortificaciones y ejércitos en preparación para una guerra renovada. Kilij Arslan intentó negociar, pero Manuel invadió el sultanato en 1176, con la intención de capturar Iconio. Kilij Arslan fue capaz de derrotar al ejército del emperador Manuel I Comneno en la batalla de Miriocéfalo, el sultán obligó al emperador a negociar una paz frágil.
En 1179 Kilij Arslan capturó y retuvo para pagar un rescate a Enrique I, el conde de Champaña, que volvía por tierra desde una visita a Jerusalén. El rescate fue pagado por el emperador bizantino y Enrique fue puesto en libertad, pero murió poco después.
En 1180 el sultán se aprovechó de la inestabilidad en el Imperio bizantino después de la muerte de Manuel para asegurar la mayor parte de la costa sur de Anatolia, y envió a su visir Ikhtiyar al-Din para concluir una alianza con Saladino, el sucesor de Nur ad-Din, ese mismo año. Luego, en 1182, él tuvo éxito en la conquista de la ciudad de Cotieo de los bizantinos. En 1185 se hizo la paz con el emperador Isaac II Ángelo, pero el próximo año se transfirió el poder a sus nueve hijos, que de inmediato lucharon entre sí por el control. A pesar de la alianza de Kilij Arslan con Saladino no pudo detener a los ejércitos de la Tercera Cruzada, pero los restos del ejército alemán fueron, en todo caso destruidos por los turcos después de la muerte de Federico Barbarroja.
Durante finales del siglo XII, a instancias del Kilij Arslan II, el palacio selyúcida Alaeddin Kosku fue construido en Konya.
Kilij Arslan murió en 1192, después de prometer a Kaikosru I la sucesión. Los hermanos de Kaikosru I continuaron luchando por el control de las otras partes del sultanato.